# Forrest Halsey
Forrest Halsey (9 de novembro de 1877 – 30 de setembro de 1949) foi um roteirista e ator norte-americano.
Natural de Roseville, Nova Jérsei, Halsey, escreveu os roteiros para 66 filmes entre 1913 e 1942.
Faleceu em Los Angeles, Califórnia, em 1949.

## Filmografia selecionada
- Ashes of Embers (1916)
- The Green Goddess (1923)
- Monsieur Beaucaire (1924)[2]
- A Sainted Devil (1924)
- Stage Struck (1925)
- Sally of the Sawdust (1925)
- The Palm Beach Girl (1926)
- The Sorrows of Satan (1926)
- Broadway Nights (1927)[2]
- The Whip Woman (1928)
- Her Private Life (1929)
- The Divine Lady (1929)[2]
- Kept Husbands (1931)
- The Lady Who Dared (1931)
- Silver Queen (1942)